# Live at Massey Hall 1971
Live At Massey Hall 1971 ist ein Livealbum von Neil Young, das 1971 in Kanada aufgenommen, aber erst 36 Jahre später veröffentlicht wurde. Es ist im März 2007 als Teil der Neil Young Archives erschienen.

## Allgemeines
Das Album ist die Aufnahme eines Solokonzerts vom 19. Januar 1971 in der Massey Hall in Toronto. Dies erklärt den spontanen Zwischenapplaus nach der Liedzeile Now I'm going back to Canada im Titel Journey through the Past. Das Konzert fand im Rahmen der Journey Through the Past Solo Tour statt.
Young hatte sich zu der Zeit gerade von einer Rückenoperation erholt, die als Spätfolge seiner Polio-Infektion von 1951 nötig geworden war. Zu Beginn des Titels Helpless bemerkt er, als ihm ein Plektrum heruntergefallen ist: „Das Bücken ist für mich kein Spaß“.
Die CD erreichte in Kanada Platz 1. 2009 wurde das Album von Fretbase als das zweitbeste Album aller Zeiten mit einem Singer-Songwriter an der akustischen Gitarre gewertet. Es wurde auch eine DVD-Version veröffentlicht.

## Geplante Veröffentlichung 1971
Zur geplanten Veröffentlichung 1971 sagte Neil Young:

„Dies ist das Album, das zwischen After the Gold Rush und Harvest erscheinen sollte. David Briggs, mein Produzent, bestand darauf, dass dies die Aufnahme sein sollte, aber ich war zu sehr begeistert von den Aufnahmen zu Harvest und wollte Harvest herausbringen. David widersprach. Heute kann ich verstehen warum.“

## Titelauswahl
Die Auswahl der Songs bei diesem Konzert war ähnlich wie bei anderen Konzerten der Tour. Von den 17 Songs waren nur acht bereits auf Schallplatte veröffentlicht, darunter Lieder, die Young mit Buffalo Springfield und Crosby, Stills, Nash & Young aufgezeichnet hatte.
Fünf weitere Songs erschienen ein Jahr später auf dem Album Harvest und mit abweichenden Texten auf A Man Needs a Maid. Vier Songs erschienen erst auf späteren Alben der 1970er Jahre.

## Titelliste

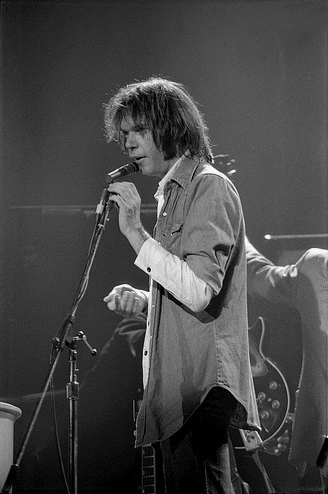
Neil Young in den 1970er Jahren

Alle Songs wurden von Neil Young geschrieben.
1. On the Way Home – 3:42
2. Tell Me Why – 2:29
3. Old Man – 4:57
4. Journey through the Past – 4:15
5. Helpless – 4:16
6. Love in Mind – 2:47
7. A Man Needs a Maid/Heart of Gold – 6:39
8. Cowgirl in the Sand – 3:45
9. Don’t Let It Bring You Down – 2:46
10. There's a World – 3:33
11. Bad Fog of Loneliness – 3:27
12. The Needle and the Damage Done – 3:55
13. Ohio – 3:40
14. See the Sky About to Rain – 4:05
15. Down by the River – 4:08
16. Dance Dance Dance – 5:48
17. I Am a Child – 3:19

## Rezeption
Von Allmusic wurde das Album sehr positiv bewertet:

„Live at Massey Hall bietet eine bemerkenswert breite Palette an Songs, berührt nahezu jeden Aspekt von Youngs Persönlichkeit, ob es seine Lieblichkeit ist, seine Sensibilität, seine Einsamkeit oder auch seinen oft missachteten Sinn für Humor.“

## DVD
Das Konzert in der Massey Hall wurde nicht gefilmt. Daher wurde Filmmaterial verwendet, das Youngs Auftritt im Shakespeare Theatre in Stratford (Connecticut) drei Tage später zeigt. Die Aufnahmen stammen aus einer TV-Dokumentation des Niederländers Wim van der Linden (1941–2001), die nur in Deutschland vom WDR unter dem Titel Swing in mit Neil Young ausgestrahlt wurde.